# Église de Pulkkila
L’église de Pulkkila (finnois : Pulkkilan kirkko) est une église luthérienne située à Pulkkila en Finlande,.

## Description

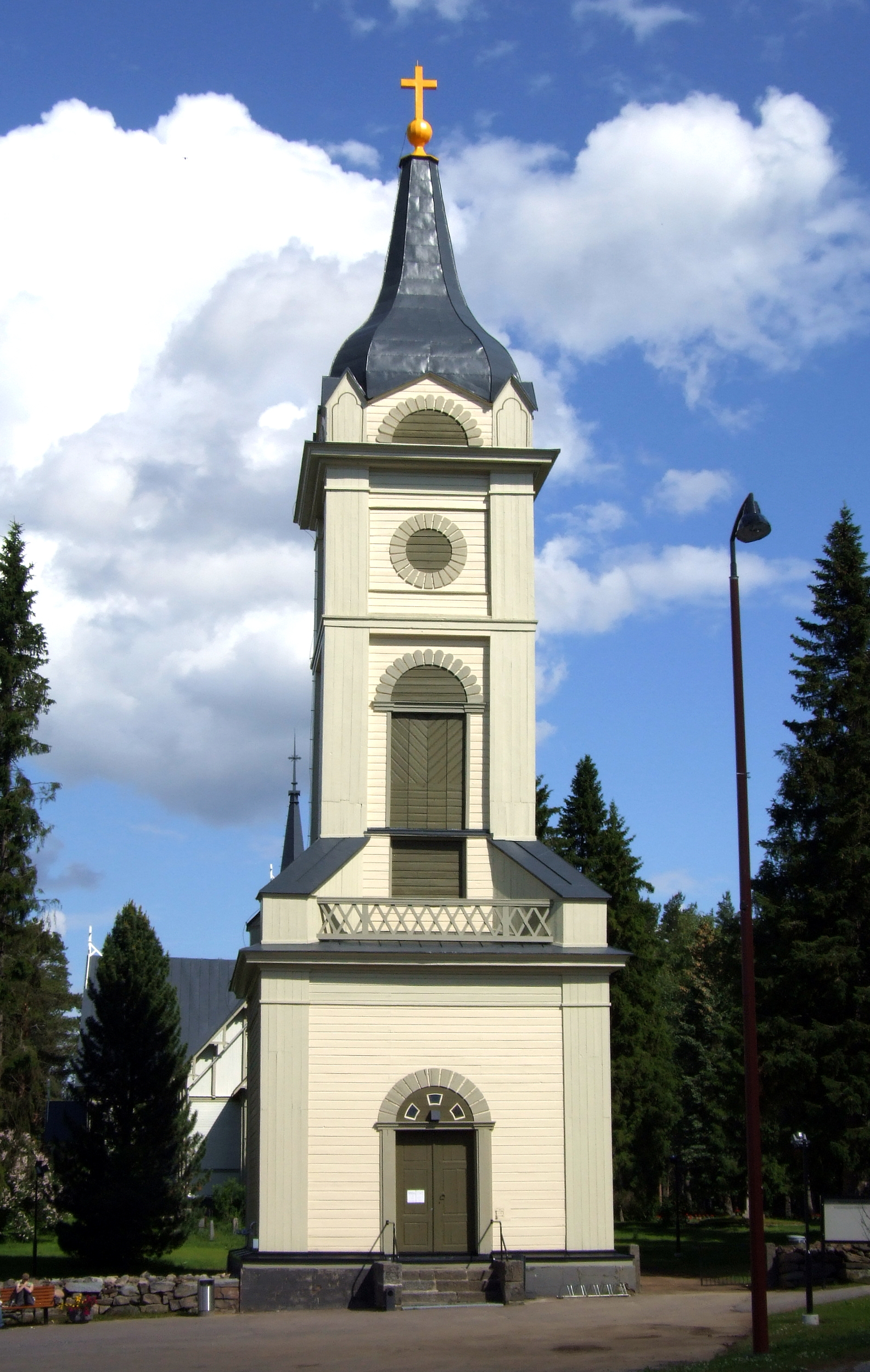
Le clocher conçu par Carl Ludvig Engel.

Conçue par l’architecte Josef Stenbäck, l'église en bois de styles néogothique et Jugend est construite en 1909.
Elle offre 570 sièges et a une surface au sol de 445 m2. 
Le clocher séparé, construit en 1843 par Jaakko Kuorikoski, fut conçu par Carl Ludvig Engel pour l'ancienne église.
Les cloches sont de 1830 et de 1845.
Le retable peint par Mikael Toppelius représente Jésus sur la Croix .
La fabrique d'orgues de Kangasala a fourni en 1949 les orgues pneumatiques à 13+2 jeux.